# Козацька кіннота

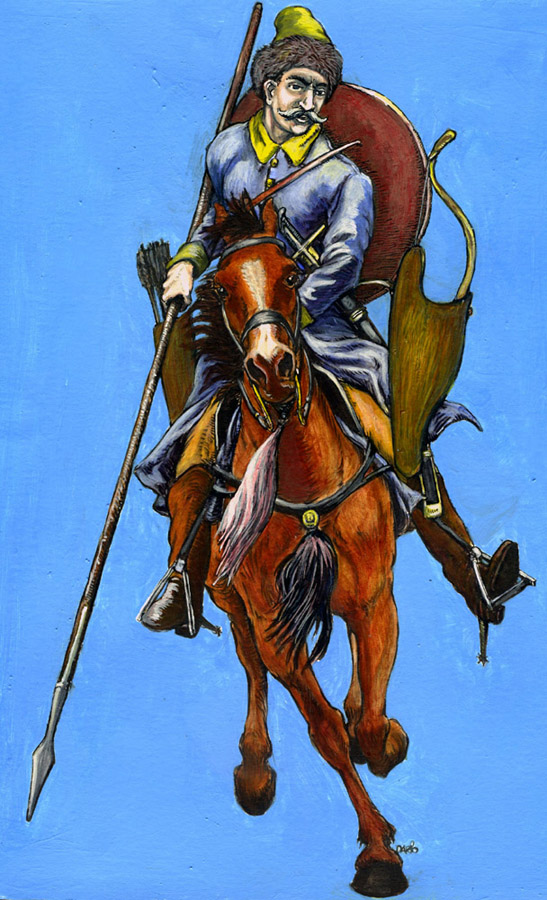
Воїн козацької легкої кінноти з битви під Любешевим (1577)

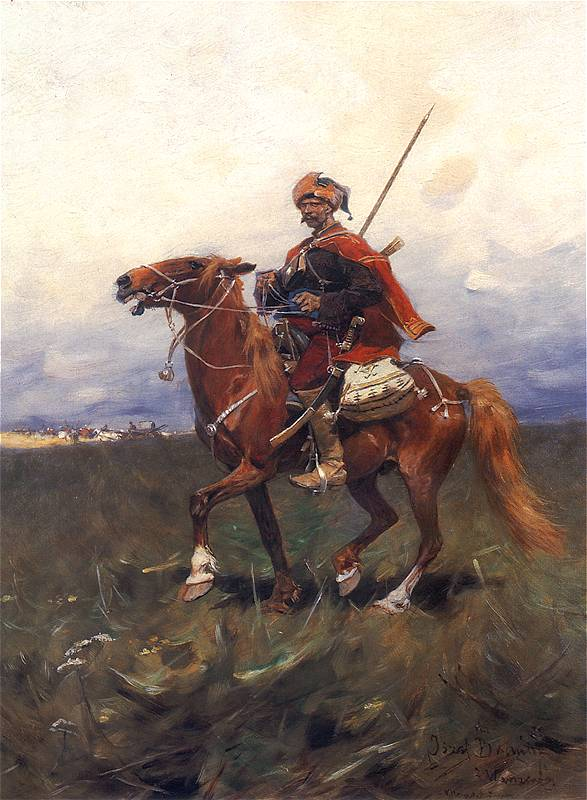

Козацька кіннота (пол. Jazda kozacka) — звані також як козаки, семени, черемиси[джерело?]) — рід військ легкої та середньої кінноти у Речі Посполитій, зазвичай використовувався для бойової підтримки гусарів у 16-17 століттях . Попередник панцерної кінноти. Еквівалентний кінноті п'ятигорців з Великого князівства Литовського .

## Озброєння
Легка козацька кіннота була другим, після гусарів, але не менш важливим елементом польсько-литовського війська. Ці воїни були озброєні шаблями, луками, вогнепальною зброєю (пістолетам, бандолетами), а іноді келеп . З часом козаки почали одягати кольчуги, рідше бехтери (броня східного походження, виготовлена з прямокутних залізних пластин, з'єднаних залізними кільцями) та мисюрки (округлої мисоподібної бляхи з металевою кольчугою, що спадає на шию та плечі) та кольчужні шапочки, а також легкі, круглі щити калкани (монгольсько-татарського походження). Настільки захищених кавалеристів озброєних державковою зброєю називали броньованою, або ще панцерною кіннотою. У Литві існувало місцева версія козацьких вершників — п'ятигорці, а їхнім додатковим озброєнням були рогатини (іноді списи).

## Вербування
Вербування воїнів до цієї формації було таке ж як і в випадку гусарського товариства. Капітан отримавши від короля або гетьмана притчого листа, повинен був притягнути на службу визначену кількість воїнів з відповідним до роду війська спорядженням на визначений період часу. Вербування відбувалося шляхом персонального відбору товаришів. Товариші повинні були приїхати у супроводі власного почту, розмір почту вагався згідно власних фінансових можливостей товариша. Винагорода була поділена поміж товаришів, а її сума залежала від розміру почту. Члени почту — почтові, окрім військового обов'язку мали ще й зобов'язання оберігати свого товариша. Капітанами зазвичай були особи з багатшого шляхти. Кількість вершників в козацькій хоругві коливалася від 50 до 200 товаришів, але найчастіше близько 100, до цього варто ще додати товариський почет, що в свою чергу збільшувало підрозділ вдвічі, а то й втричі. Офіцерами такої хоругви були капітан (ротмістр), поручник і хорунжий . Витрати на утримання і оснащення козацької кінноти був нижчий, ніж такої ж за кількістю коней панцерної хоругви, в результаті чого існувала постійна тенденція до збільшення числа козацьких хоругов замість гусарських. Наприкінці XVI століття козацька кіннота становила невеликий відсоток всієї польської кавалерії, близько 10 %. Для порівняння, у другій половині 17 століття це становило понад 60 % усієї їзди.

## Військова тактика
Наприкінці 16 століття, в часи правління останніх ягеллонів і пізніше під час обраних королів, козацькі хоругва використовувалася в боях для підтримки атак гусарів, обходу з флангів, або вирішального знищення ворожих фронтів, проломлених раніше гусарами. В Україні козацькі хоругви застосовували для боротьби з татарами, особливо в приватних магнатських арміях .